# Gekuifde boomgierzwaluw
De gekuifde boomgierzwaluw (Hemiprocne longipennis) is een algemeen voorkomende broedvogel in delen van Zuidoost-Azië. De gekuifde boomgierzwaluw en de gekroonde boomgierzwaluw zijn nauw verwant en werden in de vorige eeuw soms als één soort beschouwd.

## Kenmerken
De gekuifde boomgierzwaluw is een vrij grote, slanke vogel van 20 cm lengte. Van boven is de vogel donker groenglanzend gekleurd en van onder bleekgrijs. De lange, sikkelvormige vleugels zijn donkergroen van boven, maar lijken vaak donkergrijs. De vogel heeft een kuif en een diep gevorkte staart. In zit zijn de vleugels langer dan de staart. Bij de gekroonde boomgierzwaluw zijn vleugels en staart even lang. Het volwassen mannetje heeft kastanjekleurige oorstreek. Jonge vogels zijn grijs en gestreept en hebben daardoor een uitstekende schutkleur.

## Leefwijze
Deze vogel leeft van insecten, die in de vlucht worden gevangen. Tussen de jachtuitstapjes door zit de vogel op een tak, iets wat echte gierzwaluwen niet kunnen.

## Voortplanting
Ze bouwen kleine komvormige nestjes die hoog in de boom tegen een tak worden geplakt. Hierin wordt één ei gelegd, dat beurtelings door beide ouderparen wordt bebroed. Ze verdedigen fel hun territorium tegen indringers.

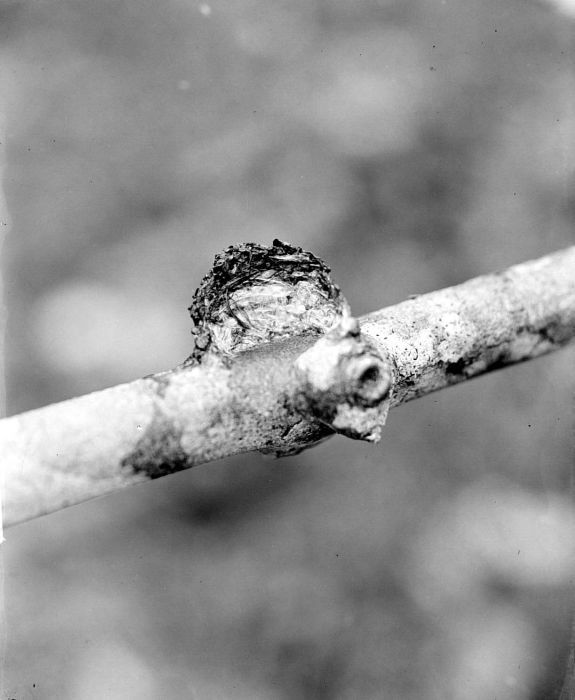
Een nest van de boomgierzwaluw op een rubberstam van bovenaf gezien in Borneo.
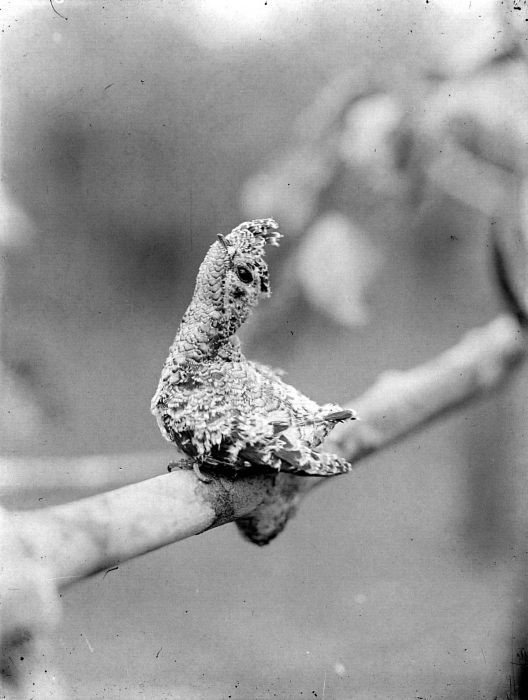
Jong van de gekuifde boomgierzwaluw op Borneo die zich bij gevaar uitrekt bol maakt en stil blijft zitten zodat hij op de boomtak lijkt en niet opvalt.

## Verspreiding en leefgebied
De gekuifde boomgierzwaluw komt voor in Myanmar, Thailand, het schiereiland Malakka, Sumatra, Borneo, Java en Celebes. De vogel is dwaalgast op de Filipijnen. Het is een algemene vogel van half open bosgebieden, bosranden, secondair bos, parken en tuinen.
De soort telt 4 ondersoorten:
- H. l. harterti: van zuidelijk Myanmar tot zuidwestelijk Thailand, Maleisië, Sumatra, Borneo en de Sulu-eilanden.
- H. l. perlonga: de eilanden nabij westelijk Sumatra.
- H. l. longipennis: Java, Bali, Lombok en Kangean.
- H. l. wallacii: Celebes, de Banggai-eilanden en de Soela-groep.

## Status
De gekuifde boomgierzwaluw heeft een groot verspreidingsgebied en daardoor alleen al is de kans op uitsterven uiterst gering. De grootte van de populatie is niet gekwantificeerd en over trends zijn geen harde cijfers. Echter, er is geen aanleiding te veronderstellen dat de soort in aantal achteruit gaat. Om die redenen staat deze boomgierzwaluw als niet bedreigd op de Rode Lijst van de IUCN.